# Лоу, Бетти
Кристиа́н Элизабе́т «Бе́тти» Ло́у (англ. Christian Elizabeth "Betty"/"Bett" Law; 11 апреля 1928, Ньюбург, Файф — 19 мая 2001) — шотландская кёрлингистка.
Играла на позиции четвёртого. Была скипом команды.
В составе женской сборной Шотландии выиграла первый чемпионат Европы в 1975.

## Достижения
- Чемпионат мира по кёрлингу среди женщин: бронза (1980).
- Чемпионат Европы по кёрлингу: золото (1975), бронза (1977, 1980).
- Чемпионат Шотландии по кёрлингу среди женщин: золото (1977, 1980).

## Команды
| Сезон   | Четвёртый | Третий          | Второй            | Первый          | Турниры |
| ------- | --------- | --------------- | ----------------- | --------------- | ------- |
| 1975—76 | Бетти Лоу | Джесси Уайтфорд | Бет Линдсей       | Изобель Росс    | ЧЕ 1975 |
| 1977—78 | Бетти Лоу | Bea Dodds       | Margaret Paterson | Margaret Cadzow | ЧЕ 1977 |
| 1979—80 | Бетти Лоу | Би Синклер      | Джейн Сандерсон   | Кэрол Хэмилтон  | ЧМ 1980 |
| 1980—81 | Бетти Лоу | Би Синклер      | Джейн Сандерсон   | Кэрол Хэмилтон  | ЧЕ 1980 |

(скипы выделены полужирным шрифтом)